# Nomada parata
Nomada parata là một loài Hymenoptera trong họ Apidae. Loài này được Cresson mô tả khoa học năm 1878.